# Cteipolia lithophila
Cteipolia lithophila là một loài bướm đêm trong họ Noctuidae.